# Selbsterregte Schwingung
Von einer selbsterregten Schwingung spricht man, wenn die Energiezufuhr durch ein geeignetes Steuerelement und den Schwingungsvorgang selbst gesteuert wird. Mathematisch lässt sich eine solche Energiezufuhr zum Beispiel durch einen speziellen Dämpfungsterm realisieren, bei dem die Dämpfung negativ werden kann. Ein solches System ist meist nichtlinear. Ein Beispiel hierfür ist der Van-der-Pol-Oszillator.

## Beispiele
- Selbsterregte Schwingung beim harmonischen Oszillator
- Aeroelastisches Flattern (Flugzeugtragflügel[1])
- Einsturz der Tacoma-Narrows-Brücke
- Violinsaite[1]
- Klingel[1]
- Uhr[1]
- Radiosender[1]